# Petar Preradović
Petar Preradović (nascut el 19 de març de 1818 - mort el 18 d'agost de 1872) va ser un poeta croat.

## Biografia
Preradović va nàixer en el poble de Grabrovnica, que era part de la frontera militar austríaca, en la família sèrbia ortodoxa de Jovan (Ivan) Preradović i Pelagija Preradović
Passà la seua infància en Grubišno Polje, on el seu pare havia nascut. Com molts al lloc, elegí convertir-se en soldat professional. Va ser educat a l'acadèmia militar de Wiener Neustadt on es convertí al catolicisme i més tard va destacar com un dels millors estudiants. Allà va començar a escriure els seus primers poemes en alemany.
Després de graduar-se, va estar destinat a Milà, on va conèixer Ivan Kukuljević Sakcinski, que el va animar a començar a escriure en croat. Preradović es quedà més tard a Zadar on va començar a escriure per al diari local croat Zora dalmatinska el 1846. Després es va traslladar a Zagreb, on va conèixer les principals figures del moviment il·liri.
En 1847 va romandre a Itàlia on prengué part en les guerres d'unificació italiana. Quan tornà a Croàcia, es va convertir en un estret col·laborador de Josip Jelačić. Va estar destinat a diversos llocs militars d'Àustria i a poc a poc va arribar al grau de general.
Preradović escrigué poesia sota la forta influència del romanticisme nacional, mentre que els seus poemes sovint mostren idees paneslavistes. A causa d'una tragèdia familiar, es va interessar en l'espiritisme i va escriure alguns articles sobre el tema.
La seva vida, dividida entre la seva carrera militar, la política i la literatura, es va caracteritzar també pels problemes en el joc i la mala salut. Morí a Fahrafeld, Àustria a l'edat de 54 anys.
Tingué set xiquets. Un dels seus nets va ser Paula von Preradović, poeta austríac i autor de l'himne nacional austríac.

## Galeria

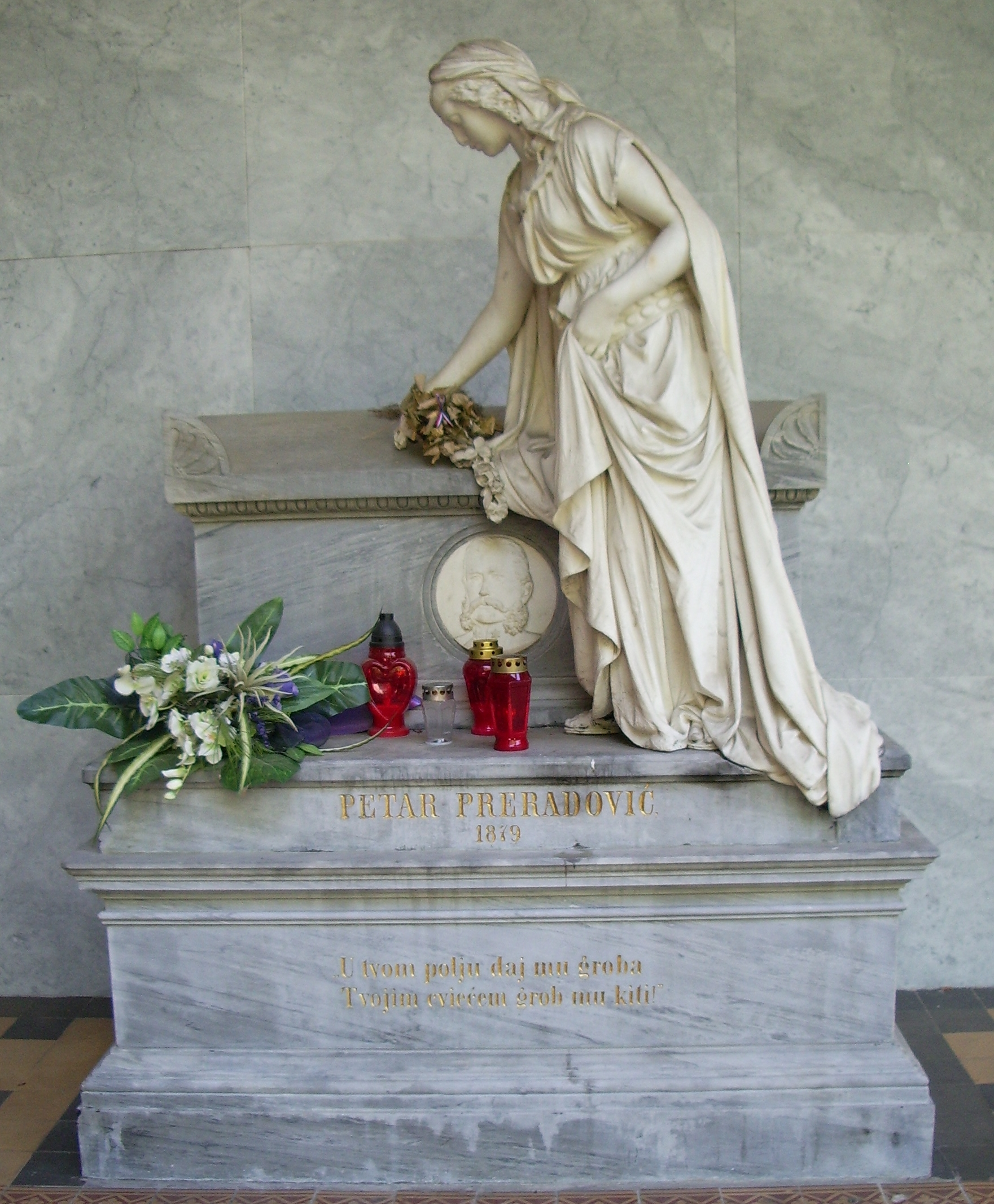
Un monument de Petar Preradović al Cementeri Mirogoj
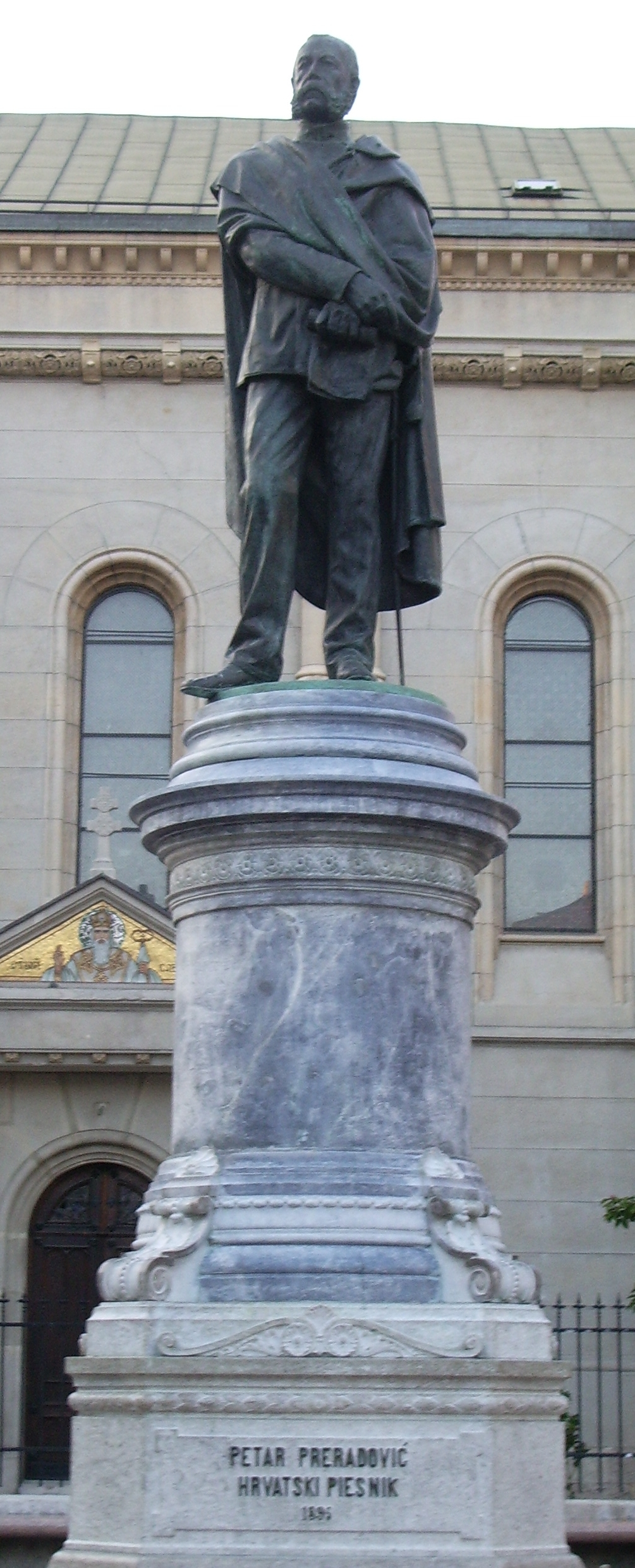
Una estàtua de Petar Preradović a la plaça Preradović a Zagreb